# Strahlungsantrieb

Komponenten des Strahlungsantriebs der globalen Erwärmung in 2010–2019 relativ zu 1850–1900 gemäß Sechstem Sachstandsbericht des IPCC; alle Antriebe resultieren aus menschlicher Aktivität

Der Strahlungsantrieb (engl. radiative forcing) ist ein Maß für die Änderung der Energiebilanz der Erde durch Änderung der Wirkung der Strahlung aus dem Weltraum und wird in W/m² gemessen. Der Begriff radiative forcing bzw. climate forcing wurde vom IPCC eingeführt, um im Rahmen der Klimastudien den Einfluss externer Faktoren auf die Strahlungsbilanz bzw. das Klimasystem der Erde zu beschreiben. Solche Faktoren können bspw. die veränderte Konzentration von Treibhausgasen und Aerosolen, veränderte eingehende (absorbierte) solare Strahlung in W/m² oder eine veränderte Albedo sein. In Bezug auf die solare Strahlung ist zwischen der Solarkonstante und der tatsächlich die Erdoberfläche erreichenden Strahlung zu unterscheiden, da die Atmosphäre einen Teil direkt reflektiert und die nicht reflektierte Strahlung dämpft, siehe hierzu den Strahlungshaushalt. Ungleichgewichte in der Strahlungsbilanz haben das Potential, Veränderungen von Klimaparametern und damit einen neuen Gleichgewichtszustand des Klimasystems herbeizuführen: Ein erhöhter Strahlungsantrieb führt zu einer Erwärmung der Erde, ein verringerter Strahlungsantrieb zu einer Abkühlung.

## Berechnung

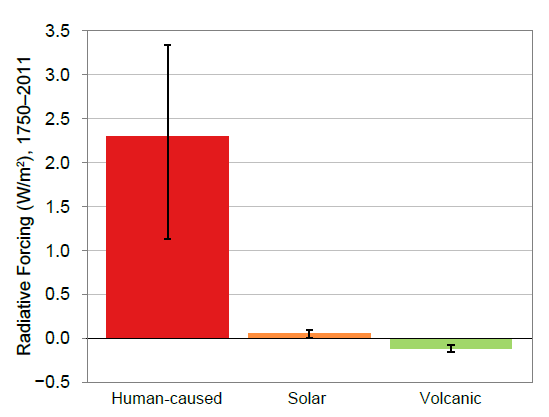
Ursachen der globalen Erwärmung (1750–2011) (Stand 2018)

Der Strahlungsantrieb ist im erdsystemwissenschaftlichen Sprachgebrauch ein sogenanntes Forcing, d. h. eine von außen auf ein System wirkende Kraft, die dieses System in eine bestimmte Richtung lenkt. So wirkt sich die solare Strahlung beispielsweise auf die Oberflächentemperatur der Erde oder des Mondes aus und steuert diese indirekt.
Im Kontext der globalen Erwärmung ist der Begriff auf Änderungen der Strahlungsbilanz des Oberflächen-Troposphären-Systems anzuwenden, die durch externe Faktoren hervorgerufen werden. Dabei nimmt man an, dass keine Änderung der Stratosphärendynamik stattfindet und in diesem Bereich auch keinerlei Rückkopplungen wirken; ebenso werden Veränderungen der atmosphärischen Wassermenge und -verteilung, die aus der Dynamik des Strahlungsantriebs resultieren, nicht berücksichtigt.
Der Strahlungsantrieb (RF für radiative forcing, auch {\displaystyle \Delta F}) kann über eine lineare Beziehung mit der Änderung der globalen Gleichgewichtstemperatur an der Erdoberfläche ({\displaystyle \Delta T_{S}}) verknüpft werden:
{\displaystyle \Delta T_{S}=\lambda \Delta F}
Mit λ = Parameter der Klimasensitivität mit der Einheit K/(W/m2).
Der durch die Zunahme der CO2-Konzentrationen verursachte Strahlungsantrieb lässt sich wie folgt näherungsweise berechnen:
{\displaystyle \Delta F=5{,}35\,\mathrm {\frac {W}{m^{2}}} \cdot \ln {\frac {C}{C_{0}}}}
Mit C = CO2-Konzentration der zu betrachtenden Atmosphäre in ppm, C0= Ausgangskonzentration der Vergleichsatmosphäre in ppm, {\displaystyle \Delta F} = resultierender Strahlungsantrieb in W/m².
Die Beziehung zwischen der CO2-Konzentration und dem instantanen Strahlungsantrieb ist logarithmisch (für Konzentrationen bis zu etwa dem achtfachen des aktuellen Werts von 400 ppm).
Von allen seit Beginn der Industrialisierung veränderten Klimafaktoren weist die Zunahme der CO2-Konzentrationen von C0 = 278 ppm im Jahr 1750 um ca. 40 % auf C = 391 ppm im Jahr 2011 mit {\displaystyle \Delta F} ≈ 1,82 W/m2 (± 0,19 W/m2) den größten Strahlungsantrieb auf und hat dementsprechend den größten Anteil an der globalen Erwärmung.

## Werte

Strahlungsantrieb im Zeitraum 1951–2010 gemäß IPCC, AR5.

Im Fünften Sachstandsbericht des IPCC wird der gesamte menschengemachte Strahlungsantrieb im Zeitraum 1750 bis 2011 netto (d. h. nach Abzug ebenfalls kühlender Effekte z. B. durch Aerosole) mit 2,3 W/m² beziffert. Zum Vergleich: Änderungen der Sonnenstrahlung bewirkten im gleichen Zeitraum einen Strahlungsantrieb von 0,05 W/m², was etwa 2 Prozent entspricht; seit Mitte des 20. Jahrhunderts ging die Sonnenaktivität sogar zurück. Brutto verursachten alle emittierten langlebigen Treibhausgase einen Strahlungsantrieb von 2,83 W/m². Bedeutendstes Treibhausgas ist CO2 mit 1,82 W/m², gefolgt von Methan mit 0,48 W/m². Halogenwasserstoffe verursachen einen Strahlungsantrieb von 0,36 W/m², Lachgas 0,17 W/m². Ebenfalls verantwortlich für einen positiven Strahlungsantrieb sind Fluorkohlenwasserstoffe, deren Beitrag nach einem massiven Rückgang der weltweiten Produktion aber inzwischen abnimmt. Von den kurzlebigen Treibhausgasen hat Ozon, dessen Produktion durch Stickoxide, Kohlenmonoxid oder Kohlenwasserstoffe angeregt wird, mit 0,4 W/m² den höchsten Strahlungsantrieb. Einen negativen (d. h. kühlenden) Strahlungsantrieb in Höhe von −0,9 W/m² verursachen Aerosole.